# Tapani Niku
Tapani Niku, född 1 april 1895 i Haapavesi, död 6 april 1989 i Lahtis, skidåkare från Finland som var aktiv under 1920-talet i längdskidåkning.
Hans största merit var en bronsmedalj under Olympiska vinterspelen 1924 på 18 kilometer.
Efter bortgången hedrades han med en statsbegravning.

## Utmärkelser
- Finlands Olympiska förtjänstmedalj[4]
- Finlands idrottskulturs förtjänstkors i guld[4]

[Redigera Wikidata]